# Teoría de los contratos implícitos
La teoría de los contratos implícitos en economía laboral es una explicación económica sobre la rigidez de los salarios en situaciones de crisis. 
Fue expuesta por primera vez por  el economista griego Costas Azariadis, en 1975, para explicar por qué, durante las recesiones, se producen ajustes cuantitativos (despidos) en los mercados de trabajo o mercados laborales, en lugar de ajustes de precios (salarios), en contra de los que prevén las teorías de funcionamiento de los mercados.
De acuerdo con la teoría clásica, durante una recesión en la que se genera desempleo, se produciría una bajada de los salarios de los trabajadores que conllevaría la recuperación del nivel de pleno empleo. Sin embargo se ha constatado que esto no se produce y que existe una rigidez de los salarios y una resistencia a su descenso y el ajuste en muchas ocasiones se realiza con menos personas trabajando pero con un salario mayor. La teoría de los contratos implícitos indaga en alguna de las causas para que esto suceda.

## Teoría
La teoría parte de que los trabajadores tienen una mayor aversión al riesgo que los empresarios y que ambas partes intercambian riesgo y salario, lo que se traduce en que los trabajadores aceptan un salario inferior al valor de su producto marginal a cambio de mayor estabilidad de ingresos y empleo en las diferentes fases del ciclo económico.
Cuando los trabajadores tienen un acceso imperfecto al mercado de capitales en un mundo con incertidumbre, tendrán dificultades para cubrir sus riesgos y tienen un claro incentivo para configurar la negociación salarial a largo plazo como medio de cubrir aquellos riesgos que no pueden ser cubiertos por otras vías.